# Терроль
Терро́ль (фр. Terroles) — коммуна во Франции, находится в регионе Лангедок — Руссильон. Департамент коммуны — Од. Входит в состав кантона Куиза. Округ коммуны — Лиму.
Код INSEE коммуны — 11389.

## Население
Население коммуны на 2008 год составляло 16 человек.
| 1962 | 1968 | 1975 | 1982 | 1990 | 1999 | 2008 |
| ---- | ---- | ---- | ---- | ---- | ---- | ---- |
| 33   | 34   | 23   | 31   | 22   | 15   | 16   |

## Экономика
В 2007 году среди 7 человек в трудоспособном возрасте (15—64 лет) 6 были экономически активными, 1 — неактивным (показатель активности — 85,7 %, в 1999 году было 71,4 %). Из 6 активных работали 3 человека (2 мужчин и 1 женщина), безработными были 3 мужчины.